# Protestas en Omán de 2018-2019
Las protestas en Omán de 2018-2019 fueron manifestaciones a nivel nacional en los que decenas de miles de manifestantes marcharon contra el aumento vertiginoso del desempleo y la inflación en Omán. Las protestas masivas comenzaron en enero de 2018, cuando la policía se enfrentó a manifestantes que corearon consignas contra el gobierno y exigieron el fin del mismo. En diciembre se produjeron disturbios contra el desempleo en todo Omán, cuando una ola de protestas afectó a Muscat y Sohar en Omán. Las protestas y la disidencia se extendieron por Omán mientras aumentaba la brutalidad policial, lo que desencadenaba protestas y enfrentamientos. El 3 al 8 de enero de 2019, comenzaron las huelgas generales nacionales, que llevaron a promesas de reformas por parte del sultán Qaboos.